# Pacchetto d'onda

Pacchetto d'onda senza dispersione.

Pacchetto d'onda con dispersione.

In fisica il pacchetto d'onda è un pacchetto contenente un numero arbitrario di onde. In meccanica quantistica, in particolare, il modulo al quadrato della funzione d'onda descrive la probabilità che una particella o più particelle in un determinato stato (specificato dal pacchetto in questione) abbiano una data posizione nello spazio o una data quantità di moto.
Si tratta di un insieme infinito di onde sinusoidali con diverso numero d'onda che interferiscono costruttivamente in una piccola regione e distruttivamente nel resto dello spazio. L'inviluppo del pacchetto può rimanere costante oppure cambiare, in tal caso si parla di dispersione del pacchetto d'onda. La meccanica quantistica interpreta il (modulo al quadrato del) pacchetto d'onda come la distribuzione spaziale di probabilità relativa alla posizione o alla quantità di moto (a seconda della base scelta) di una particella, e grazie all'equazione di Schrödinger è possibile ottenere l'evoluzione temporale del sistema descritto dal pacchetto.

## Storia
Ai primi del 1900, la meccanica classica aveva fallito nell'interpretare fenomeni fisici quali la radiazione di corpo nero. La dualità onda-corpuscolo, proposta da Einstein nello studio dell'effetto fotoelettrico, fu considerata "naturale", solo a partire dagli anni trenta del 1900. La base di questo successo fu la fondazione teorica della meccanica quantistica ed i suoi successi sperimentali.
Due pietre miliari nella fondazione della meccanica quantistica sono
- la teorizzazione dell'esistenza del fotone da parte di Einstein, che per primo caratterizza come particellare ciò che fino ad allora era considerato un fenomeno unicamente ondulatorio come la luce (si confronti la voce principio di complementarità);
- la prima matematizzazione da parte di Planck del quanto o pacchetto di energia relativamente allo studio della radiazione di corpo nero: {\displaystyle E=nh\nu } in cui l'energia è un multiplo intero di {\displaystyle h}, costante di Planck, e della frequenza {\displaystyle \nu }.

Il problema della quantizzazione della radiazione di corpo nero, spazzò via quello della catastrofe ultravioletta che assillava le menti dei fisici dell'epoca.

## Definizione
Consideriamo la soluzione della seguente equazione d'onda:
{\displaystyle {\partial ^{2}u \over \partial t^{2}}=c^{2}{\nabla ^{2}u}}
dove c è la velocità di propagazione dell'onda in un dato mezzo. Le soluzioni sono dipendenti dal tempo, quindi, {\displaystyle e^{-i\omega t}}, e l'equazione ha per soluzione onde piane, ossia:
{\displaystyle u(\mathbf {x} ,t)=e^{i{(\mathbf {k\,\cdot \,x} }\,-\,\omega t)}}
dove
{\displaystyle |\mathbf {k} |={\frac {\omega }{c}}\,.}
Se ci si attiene al caso monodimensionale si ha:
{\displaystyle u(x,t)=Ae^{i(kx-\omega t)}+Be^{-i(kx-\omega t)}\,.}
Il pacchetto d'onda è la combinazione lineare di più onde, ed è definito come:
{\displaystyle f(x,t)={\frac {1}{\sqrt {2\pi }}}\int _{-\infty }^{+\infty }A(k)~e^{i(kx-\omega (k)t)}\,dk\,.}
Il fattore {\displaystyle 1/{\sqrt {2\pi }}} viene dalle convenzioni delle trasformate di Fourier. L'ampiezza {\displaystyle A(k)} contiene il coefficiente lineare di sovrapposizione tra le onde piane, definito da:
{\displaystyle A(k)={\frac {1}{\sqrt {2\pi }}}\int _{-\infty }^{+\infty }f(x,0)~e^{-ikx}\,dx}.
Ponendo:
{\displaystyle f(x,0)=e^{-x^{2}+ik_{0}x},}
si ottiene
{\displaystyle A(k)={\frac {1}{\sqrt {2}}}e^{-{\frac {(k-k_{0})^{2}}{4}}},}
e
{\displaystyle f(x,t)=e^{-(x-ct)^{2}+ik_{0}(x-ct)}.}

## Pacchetto d'onda in un mezzo non dispersivo
Si vuole in questa sezione considerare il caso di una sorgente d'onde che emetta su frequenze comprese in un ben determinato intervallo: l'esempio più familiare di questo tipo di situazione può essere quello del Sole, visto dalla Terra. Si esamina perciò un pacchetto d'onde le cui frequenze angolari sono comprese tra due valori {\displaystyle \omega _{1}} e {\displaystyle \omega _{2}}, in cui le velocità delle singole componenti sono tutte uguali tra loro. L'n-esima o generica componente del pacchetto ha equazione
{\displaystyle E_{n}=E_{0}\,\cos(kz-\omega t+\phi (\omega ))}
con una certa fase che sarà dipendente dalla frequenza angolare. Si ha la necessità di capire come tutte le onde dell'intervallo interagiscano: per ottenere la risultante è necessario sfruttare l'integrale normalizzato
{\displaystyle E={\frac {E_{0}}{\omega _{2}-\omega _{1}}}\int _{\omega _{1}}^{\omega _{2}}\cos(kz-\omega t)\,d\omega \,.}
A questo punto è già stata effettuata una semplificazione: la fase viene considerata nulla, scelta che si rivelerà comoda nel seguito della trattazione. Ponendo {\displaystyle \Delta \omega =\omega _{2}-\omega _{1}} e poiché la velocità della luce {\displaystyle c=\omega /k}
{\displaystyle E={\frac {E_{0}}{\Delta \omega }}\int _{\omega _{1}}^{\omega _{2}}\cos \left({\frac {\omega }{c}}z-\omega t\right)\,d\omega \,=}
{\displaystyle \,={\frac {E_{0}}{\Delta \omega }}\left[{\frac {\sin \left({\frac {\omega }{c}}z-\omega t\right)}{{\frac {z}{c}}-t}}\right]_{\omega _{1}}^{\omega _{2}}\,=\,{\frac {E_{0}}{\Delta \omega \left({\frac {z}{c}}-t\right)}}\left[\sin \left({\frac {\omega _{2}}{c}}z-\omega _{2}t\right)-\sin \left({\frac {\omega _{1}}{c}}z-\omega _{1}t\right)\right]\,.}
Applicando la prostaferesi e ponendo {\displaystyle \Delta k=k_{2}-k_{1}}:
{\displaystyle E={\frac {2E_{0}}{\Delta k\,z-\Delta \omega \,t}}\sin \left({\frac {k_{2}-k_{1}}{2}}z-{\frac {\omega _{2}-\omega _{1}}{2}}t\right)\cos \left({\frac {k_{2}+k_{1}}{2}}z-{\frac {\omega _{2}+\omega _{1}}{2}}t\right)\,.}
Ora ponendo {\displaystyle {\overline {k}}={\frac {k_{2}+k_{1}}{2}}} e {\displaystyle {\overline {\omega }}={\frac {\omega _{2}+\omega _{1}}{2}}}
{\displaystyle E={\frac {2E_{0}}{\Delta k\,z-\Delta \omega \,t}}\sin \left({\frac {\Delta k}{2}}z-{\frac {\Delta \omega }{2}}t\right)\cos \left({\overline {k}}z-{\overline {\omega }}t\right)}
da cui l'equazione generale del pacchetto d'onda è
{\displaystyle E=E_{0}\cos \left({\overline {k}}z-{\overline {\omega }}t\right){\frac {\sin \left({\frac {\Delta k}{2}}z-{\frac {\Delta \omega }{2}}t\right)}{{\frac {\Delta k}{2}}z-{\frac {\Delta \omega }{2}}t}}}
in cui:
{\displaystyle \quad {\begin{cases}E_{\mathrm {portante} }=E_{0}\cos \left({\overline {k}}z-{\overline {\omega }}t\right)\\E_{\mathrm {modulante} }={\frac {\sin \left({\frac {\Delta k}{2}}z-{\frac {\Delta \omega }{2}}t\right)}{{\frac {\Delta k}{2}}z-{\frac {\Delta \omega }{2}}t}}\end{cases}}\;.}
La modulante è della forma {\displaystyle {\frac {\sin f(x)}{f(x)}}}: ecco che si rivela utile aver posto la fase nulla. In questo modo il massimo della curva ha ascissa nell'origine del sistema di riferimento cartesiano e ordinata pari a {\displaystyle E_{0}} sia che si esamini la variabile spaziale sia che si consideri quella temporale. Si tratta ora di cercare quando l'inviluppo della funzione è significativamente diverso da 0.

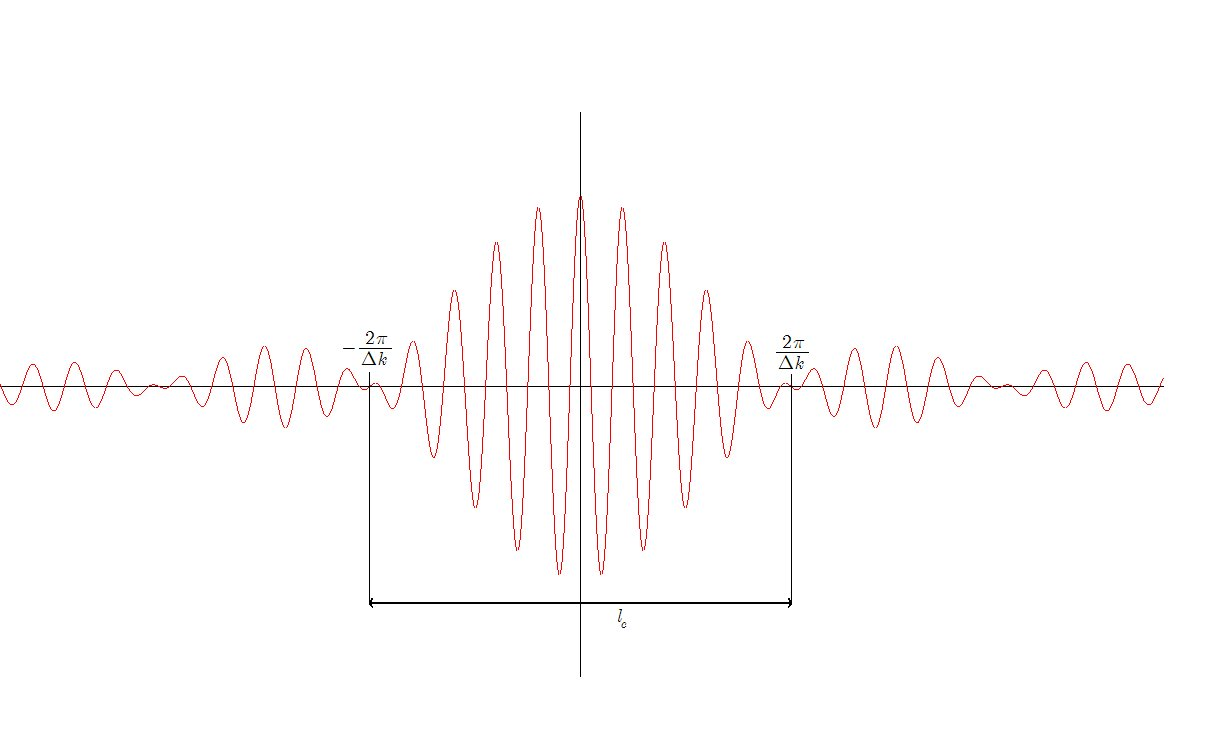
Lunghezza di coerenza del pacchetto d'onda: bisogna considerare

Al tempo {\displaystyle t=0} i minimi della funzione si avranno in
{\displaystyle {\frac {\Delta k}{2}}=n\,\pi }
con {\displaystyle n\in \mathbb {Z} }, e a questo punto è bene considerare come significativo il solo inviluppo centrale, tale cioè che {\displaystyle n=\pm 1} per una lunghezza totale dell'intervallo che è {\displaystyle 2\,{\frac {2\pi }{\Delta k}}}. Vale lo stesso ragionamento anche per {\displaystyle z=0}, in cui
{\displaystyle {\frac {\Delta \omega }{2}}=n\,\pi }
con {\displaystyle n\in \mathbb {Z} }. In definitiva, è possibile definire un tempo di coerenza e una lunghezza di coerenza che comprendano tutti quei punti dell'onda che sono significativamente diversi dallo 0. Si possono così dedurre le relazioni di indeterminazione per il pacchetto d'onda in un mezzo non dispersivo
{\displaystyle l_{c}\,\Delta k\approx 4\pi \qquad t_{c}\,\Delta \omega \approx 4\pi .}
Il caso particolare della luce monocromatica è incluso nel pacchetto d'onda quando si consideri
{\displaystyle \Delta k=0\qquad \Delta \omega =0}
da cui si ottiene
{\displaystyle l_{c}\rightarrow \infty \qquad t_{c}\rightarrow \infty }
cioè il pacchetto ha ondulamenti così ampi che è piatto. Per un impulso breve invece
{\displaystyle l_{c}\rightarrow 0\qquad t_{c}\rightarrow 0}
e quindi:
{\displaystyle \Delta k\rightarrow \infty \qquad \Delta \omega \rightarrow \infty .}
Qui invece il pacchetto contiene tutto lo spettro di frequenze comprese tra {\displaystyle \omega _{1}} e {\displaystyle \omega _{2}}.
Il laser ha una {\displaystyle l_{c}\approx 5{\mbox{ km}}} e può quindi dirsi una luce coerente. Il caso della luce bianca {\displaystyle \Delta \nu \approx 4\times 10^{-4}{\mbox{ Hz}}\,.} Quindi {\displaystyle t_{c}\approx 5\times 10^{-15}{\mbox{s}}} e {\displaystyle l_{c}\approx 1.5\times 10^{-6}{\mbox{m}}\approx 3\lambda }.

## Pacchetto d'onda in un mezzo dispersivo
Quando si analizza la somma delle onde luminose comprese in un certo intervallo di frequenze, ma che propagano in un mezzo dispersivo, non si possono più considerare le velocità delle componenti uguali: in questo caso a rimanere costante è la sola velocità angolare {\displaystyle \omega }; si vuole, invece, studiare proprio la velocità risultante del pacchetto d'onda. Sarà perciò {\displaystyle k} a dipendere da {\displaystyle \omega } e si ha la necessità di studiare l'andamento di questa variabile. Per {\displaystyle \omega _{2}-\omega _{1}<<{\overline {\omega }}} è possibile approssimarne l'andamento con un polinomio di Taylor troncato al primo ordine:
{\displaystyle \kappa (\omega )=\kappa ({\overline {\omega }})+{\frac {d\kappa }{d\omega }}(\omega -{\overline {\omega }})+o\left(\omega -{\overline {\omega }}\right)}
e poi fare l'integrale della nuova funzione {\displaystyle \kappa (\omega )} dove però {\displaystyle \kappa =n\,k_{0}} in quanto stiamo propagando in un mezzo diverso dal vuoto e dunque questa relazione può dichiararsi valida per un determinato coefficiente {\displaystyle n} dipendente dal mezzo (è il coefficiente di rifrazione della legge di Snell). Ove si ponga {\displaystyle {\overline {\kappa }}=\kappa ({\overline {\omega }})\,:}
{\displaystyle E={\frac {E_{0}}{\Delta \omega }}\int _{\omega _{1}}^{\omega _{2}}\cos(\kappa z-\omega t)\,d\omega =}
{\displaystyle ={\frac {E_{0}}{\Delta \omega }}\left[{\frac {\sin \left({\overline {\kappa }}z+{\frac {d\kappa }{d\omega }}(\omega -{\overline {\omega }})z-\omega t\right)}{{\frac {z}{c}}-t}}\right]_{\omega _{1}}^{\omega _{2}}=}
{\displaystyle ={\frac {E_{0}\left[\sin \left({\overline {\kappa }}z+{\frac {d\kappa }{d\omega }}(\omega _{2}-{\overline {\omega }})z-\omega _{2}t\right)-\sin \left({\overline {\kappa }}z+{\frac {d\kappa }{d\omega }}(\omega _{1}-{\overline {\omega }})z-\omega _{1}t\right)\right]}{\Delta \kappa z-\Delta \omega t}}\,.}
Si è ottenuta una forma molto simile alla precedente per il mezzo non dispersivo in cui
{\displaystyle \Delta \kappa =\Delta \omega {\frac {d\kappa }{d\omega }}=\kappa _{2}-\kappa _{1}\;,\;{\overline {\kappa }}={\frac {\kappa _{1}+\kappa _{2}}{2}}\,.}
{\displaystyle E=E_{0}\cos({\overline {\kappa }}z-{\overline {\omega }}t){\frac {\sin \left({\frac {\Delta \kappa z-\Delta \omega t}{2}}\right)}{\frac {\Delta \kappa z-\Delta \omega t}{2}}}\,.}
È ora possibile studiare più in dettaglio questa particolare configurazione del pacchetto d'onda. Si può introdurre subito la velocità di fase del pacchetto d'onda
{\displaystyle v_{f}={\frac {\overline {\omega }}{\overline {\kappa }}}={\frac {c}{\overline {n}}}}
dove i termini del rapporto sono definiti come per il pacchetto d'onda nel mezzo non dispersivo; è altresì possibile analizzare il termine
{\displaystyle \Delta \kappa \,z-\Delta \omega \,t=\Delta \kappa \left(z-{\frac {\Delta \omega }{\Delta \kappa }}t\right)\,.}
Da quest'ultimo compare quella che viene definita velocità di gruppo:
{\displaystyle v_{g}={\frac {\Delta \omega }{\Delta \kappa }}\,.}
Queste due velocità sono da abbinare rispettivamente alla portante e alla modulante e vale
{\displaystyle v_{g}<v_{f}\,.}
Anche in questo caso esiste la possibilità di stabilire un legame con le relazioni di indeterminazione di cui sopra:
{\displaystyle {\begin{cases}\kappa _{1}=n_{1}\,k_{1}\\\kappa _{2}=n_{2}\,k_{2}\end{cases}}}
da cui:
{\displaystyle \Delta \kappa =n_{2}\,k_{2}-n_{1}\,k_{1}\;\Rightarrow \;v_{g}={\frac {\Delta \omega }{\Delta \kappa }}={\frac {\Delta \omega }{n_{2}\,k_{2}-n_{1}\,k_{1}}}\not ={\frac {\Delta \omega }{n\Delta k}}}
ed è qui che entrano in gioco le relazioni di indeterminazione, poiché:
{\displaystyle {\begin{cases}l_{c}\,\Delta \kappa \approx 4\pi \\t_{c}\,\Delta \omega \approx 4\pi \end{cases}}}
da cui:
{\displaystyle v_{g}={\frac {l_{c}}{t_{c}}}\,.}